# Uptime
Durée de fonctionnement
L'uptime (en français durée de fonctionnement) est un terme informatique désignant le temps depuis lequel une machine, ou un logiciel informatique, tourne sans interruption. En cas de redémarrage, l'uptime est remis à zéro.
La commande « uptime » permet de consulter cette durée pour les ordinateurs utilisant un système d'exploitation de type UNIX. 
Un temps de fonctionnement sans redémarrage peut être considéré dans certains cas comme un signe de robustesse et de stabilité d'un produit informatique. En effet, dans le cas de serveurs par exemple, le service doit généralement être rendu avec le moins d'interruptions possibles, qu'elles soient dues à des plantages ou des opérations d'administration. 
Chez certains amateurs d'informatique, les concours d'uptime sont une distraction incontournable, les meilleurs scores pouvant parfois dépasser cinq ans.[réf. souhaitée]

## Exemple de la commande uptime sous la distributiondebian
```
toto:~$ uptime
12:28:07 up 37 days, 23:53,  1 user, load average: 1.27, 0.92, 0.73
```

12:28:07 : heure locale du système.
up 37 days, 23:53 : temps d'uptime. Il est ici de 37 jours et 23 h 53 min.
load average : 1.27, 0.92, 0.73 : Charge actuelle du système.

## SousWindows XP,Windows 7etWindows 2003
Taper dans une invite de commande (ou shell, obtenu par la commande "cmd" dans la boîte de dialogue "Exécuter") :
```
net statistics server | find "depuis"
```

Ne renvoie pas exactement l' "Uptime", mais la date et l'heure du dernier redémarrage système.